# Biegezange

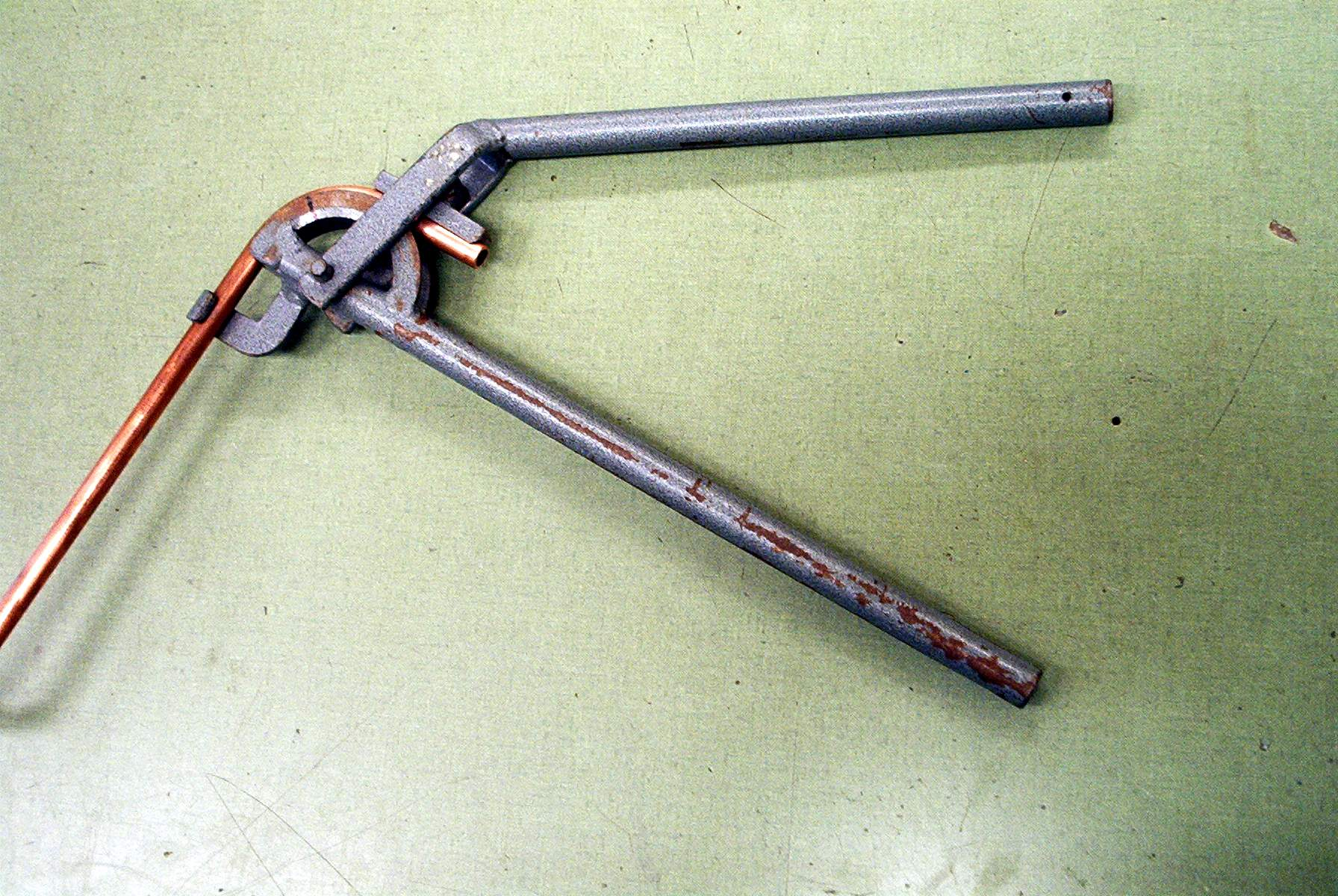
Zweihand-Biegezange

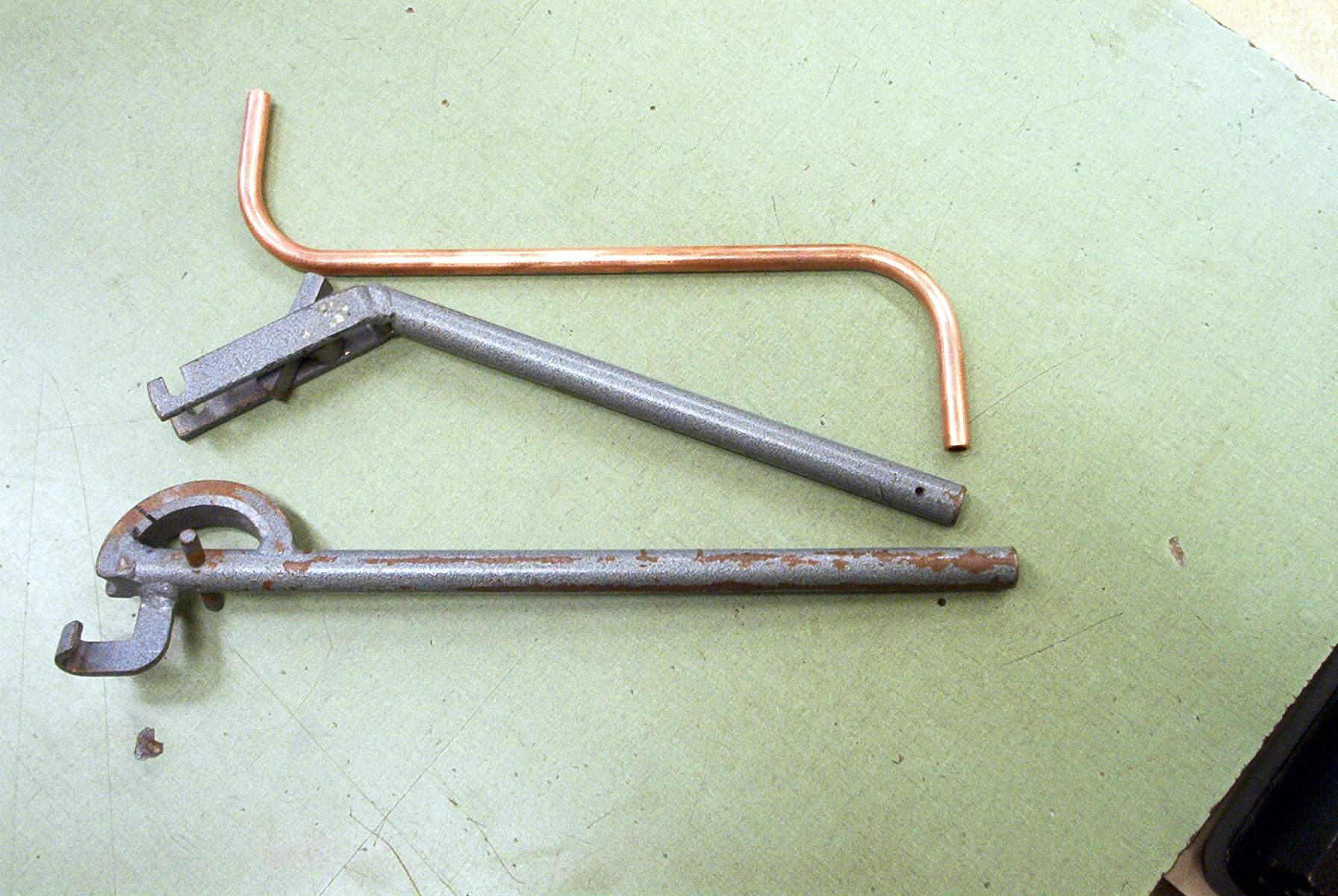
Biegezange geöffnet

Als Biegezange wird ein Zweihandwerkzeug bezeichnet, das zum Biegen von Rohren aus metallischen Werkstoffen bis zu einem Winkel von 180° verwendet wird.
Biegegeräte mit auswechselbaren Einsätzen können auch zu den einfachen Biegemaschinen gerechnet werden.
Präzisionsstahlrohre werden im Allgemeinen bis zu einem Durchmesser von 18 mm mit der Hand gebogen. Weiches und halbhartes Kupferrohr sowie Aluminium- und Messingrohr kann bis etwa 22 mm Durchmesser gebogen werden. Wenn Kupferrohr vor dem Biegen weichgeglüht wird, auch darüber hinaus.
Aufgrund seiner Wandstärke wird Gewinderohr ab einem Durchmesser von 1/2" in der Regel zum Biegen erhitzt.
Beim Biegen muss das Biegesegment der Zange auf den Außendurchmesser des Rohres abgestimmt sein.
Bei größeren Rohrdurchmessern oder zur Serienfertigung von Rohrbögen werden Schraubstockbieger und Elektro- und Hydraulik-Bieger verwendet.
Die Biegezange wird beim Rohrleitungsbau (etwa im Sanitärhandwerk) sowie zur Anfertigung von Hydraulikleitungen verwendet in der Sanitär-, Heizungs-, Klima-, Kälte-, Gas- und Umwelttechnik.
Bekannte Hersteller von Biegezangen und Zubehör sind z. B. Ridgid, Rems, Virax und Rothenberger.

## Normen
Beim "Kaltbiegen" gelten folgenden DIN-Normen:
- bei Kupferrohren: DIN EN 1057 und DVGW-Arbeitsblatt GW 392
- bei Stahlrohren: DIN 2440/2441
- bei Edelstahlrohren: DIN 17455 und DVGW-Arbeitsblatt W 541.